# FC Wacker Halle

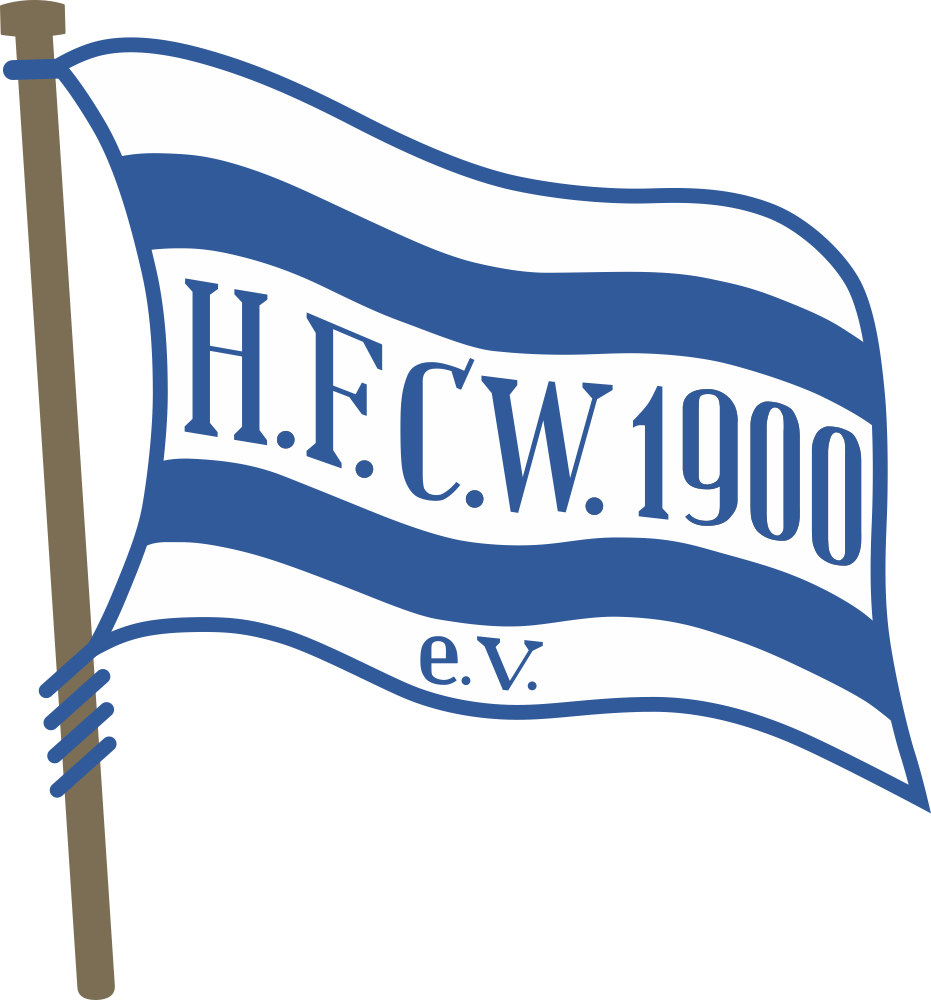
Logo des FC Wacker Halle

Der FC Wacker Halle, auch Hallescher FC Wacker oder HFCW 1900, war ein deutscher Fußballverein aus Halle (Saale), welcher zwischen 1900 und 1945 existierte. Er gilt als inoffizieller Vorgänger von Turbine Halle.

## Geschichte

Mannschaft von Wacker Halle um 1904

Der Hallesche Fußball-Club Wacker 1900 e. V. wurde im Jahr 1900 gegründet und gehörte dem Verband Mitteldeutscher Ballspiel-Vereine an und spielte somit um die mitteldeutsche Fußballmeisterschaft. Erstmals gewannen die Hallenser diesen Wettbewerb im Jahr 1921 und qualifizierten sich für die deutsche Fußballmeisterschaft 1920/21. Im Viertelfinale traf die Mannschaft auf die Vereinigten Breslauer Sportfreunde und besiegte die Sportfreunde im Sportpark Grüneiche in Breslau mit 2:1. Im Halbfinale trafen sie im Stadion am Zoo in Halle auf den späteren deutschen Meister 1. FC Nürnberg, welchen man 1:5 unterlag. 1928 gewann der FC Wacker Halle erneut die mitteldeutsche Fußballmeisterschaft und durfte damit an der deutschen Fußballmeisterschaft 1927/28 teilnehmen. Im Stadion am Zoo in Halle unterlag man mit 0:3 dem FC Bayern München.
Nach Einrichtung der Gauligen als oberste Spielklassen spielte der FC Wacker Halle fortan in der Gauliga Mitte. In der ersten Gauliga-Saison, der Saison 1933/34, gewannen die Hallenser die Gauliga vor dem SV 08 Steinach. Durch den Gewinn der Gauliga Mitte qualifizierte sich die Mannschaft für die deutsche Fußballmeisterschaft 1933/34. In der Vorrunde traf man auf den Dresdner SC, Borussia Fulda und 1. FC Nürnberg. Von den sechs Partien konnte die Mannschaft aus Halle nur das Heimspiel gegen Fulda auf den heimischen Wacker-Platz an der Dessauer Straße gewinnen. Als Tabellenletzter schieden sie aus dem Wettbewerb aus.
In der Spielzeit 1934/35 verpasste man hinter dem 1. SV Jena den erneuten Gewinn der Gauliga Mitte knapp. Nachdem der FC Wacker den Abstieg in der Spielzeit 1935/36 knapp vermieden hatte, stieg man in der Spielzeit 1936/37 als Tabellenvorletzter aus der Gauliga Mitte ab. Ein Aufstieg in die Gauliga Mitte gelang dem Verein erst wieder zur Spielzeit 1941/42, in welcher der Verein sich bis zum Kriegsende halten konnte. Nach Ende des Zweiten Weltkrieges wurde der FC Wacker Halle aufgelöst.

## Erfolge
- Deutsche Fußballmeisterschaft
  - Halbfinale der Endrunde um die Deutsche Meisterschaft: 1921
- Mitteldeutsche Fußballmeisterschaft
  - Meister: 1921, 1928
  - Vize-Meister: 1911, 1912, 1920, 1924
- Gauliga Mitte
  - Meister: 1934
  - Vize-Meister: 1935
  - Dritter: 1942, 1943

## Bekannte Spieler
| - Fritz Belger - Alfred Herrmann - Walter Hädicke - Horst Hoffmann - Gustav Kagemann | - Paul Pömpner - Georg Rackwitz - Hans Schlag - Fred Schulz - Kurt Tetzner |

## Nachfolge
Aus dem FC Wacker Halle ging in der Sowjetischen Besatzungszone die Sportgemeinschaft SG Halle-Glaucha hervor. Nach etwa zwei Jahre wurde sie in SG Freiimfelde Halle umbenannt wurde und im Jahr 1950 entstand aus der Sportgemeinschaft der Verein Turbine Halle.